# كارل أوقست أدلرزبار
كارل أوقست أدلرزبار (بالسويدية: Carl August Adlersparre)‏ هو شاعر سويدي، ولد في 7 يونيو 1810 في Kristinehamns församling ‏ في السويد، وتوفي في 5 مايو 1862 في City of Stockholm (former municipality) ‏ في السويد.